# 寶血會上智英文書院
寶血會上智英文書院（英語：Holy Trinity College，簡寫），位於香港深水埗區石硤尾，乃當區一所著名的天主教女子中學，該校以英文為教學語言。

## 學校名稱

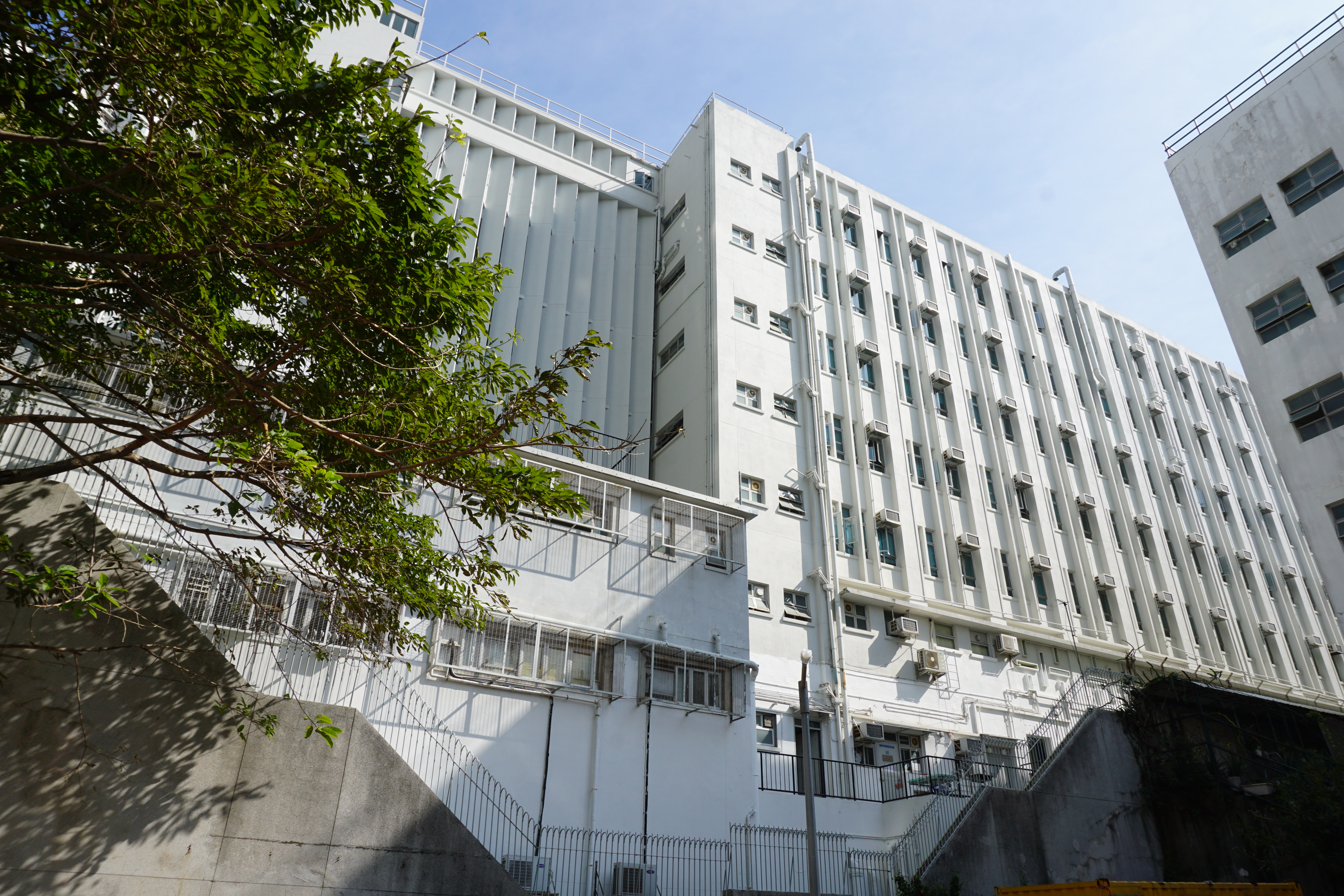
校舍西南面

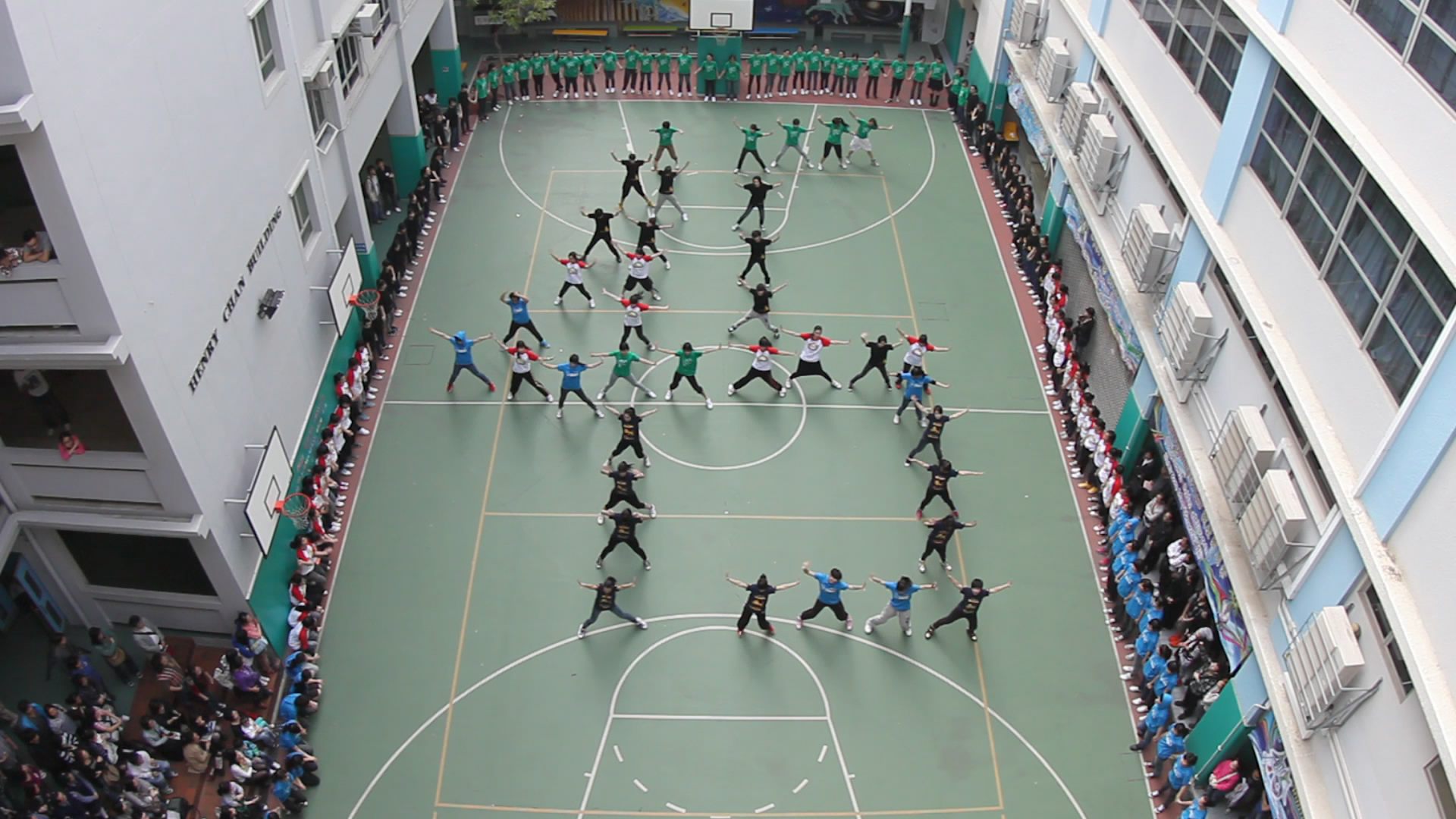
2011年45周年紀念開放日時中四同學集體表演爵士舞

該校的英文名稱「Holy Trinity」是指三位一體（聖父、聖子和聖神）。
該校的中文名稱「上智」取自聖神七種恩典之其中一個恩典，意為讓人明達、明白道理。

## 學校校徽[1]
該校校徽的輪廓是百合的形狀，是純潔的象徵。
校徽上的三角形代表三位一體，對應該校的英文名稱「Holy Trinity」。
校徽上的圓圈代表永恆。
校徽上的白鴿代表聖靈，賦予了學生智慧和仁善。

## 學校歷史[1]
寶血會上智英文書院於1966年5月30日創校，第一任校長兼校監為劉玫瑰修女（英語：Sr. Rose Mary）。
於1973年開辦大學入學預科課程。
於1974年舉行第一屆水運會，後於1980年停辦該活動。
於1975年成立校友會（英語：Holy Trinity College Past Students' Association，簡寫）。
於1976年舉行新建築啟用儀式並於1997年命名為Henry Chan Building。
於1990年成立學生會（英語：Students' Association）。
於1994年成立家教會（英語：Holy Trinity College Parent-Teacher Association，簡寫）。
黃碧珍修女（英語：Sr. Juliana）於1996年上任第二任校長。
柯何豔清女士（英語：Mrs. Jane Or）於2001年上任第三任校長，黃碧珍修女於同年上任第二任校監。
於2003年拆除C. C. Lee Hall和小花園並於同地址進行New Annex（非常用名稱：新教學綜合大樓）和Sr. Rose Mary Memorial Hall建造工程。
於2006年舉行New Annex啟用儀式。
蘇肖好修女於2007年上任第三任校監。
於2008年舉行第一次畢業生歡送儀式。
於2012年成立寶血會上智英文書院法團校董會，學生會於同年舉行第一次校內年宵花市。
崔致榮先生（英語：Mr. Clement Tsui Chi Wing）於2015年9月至2016年8月期間就任第四任校監，後由蘇肖好修女繼續就任校監。
於2016年3月，該校舉行了為期兩天的50周年紀念開放日。
於2017年成立負責編製學校年刊《Odyssey/智傳》的學校組織Editorial Board。
馮鄭惠儀女士（英語：Mrs. Monica Fung）於2018年上任第四任校長。

## 校訓[4]
- 智（Wisdom）——好學明理，通達人情
- 仁（Charity）——關心別人，樂於服務
- 勇（Courage）——承擔責任，肩負使命
- 達（Fulfilment）——貫徹始終，達至完美

## 四社[5]
該校四社均以該校所屬修會之四位前會長命名，分別為：
- St. Teresa's House（T） 白社
- St. Katherine's House（K）紅社
- St. Lucy's House（L）藍社
- St. Clare's House（C）黃社

## 班級結構
共30班，36個課室。中一至中六每級共5班。

## 外部連結
- 學校官方網站 （页面存档备份，存于） （英文）